# Will Hurd
Pour les articles homonymes, voir Hurd et Will Hurd (rugby à XV).
William Ballard Hurd dit Will Hurd, né le 19 août 1977 à San Antonio, est un homme politique américain, représentant républicain du Texas à la Chambre des représentants des États-Unis de 2015 à 2021.

## Biographie
Will Hurd est originaire de San Antonio. Après un diplôme obtenu à l'université A&M du Texas, il travaille pour la CIA de 2000 à 2009, notamment en tant qu'agent sous couverture en Afghanistan et Pakistan.
En 2010, il se présente à la Chambre des représentants des États-Unis dans le 23e district du Texas, qui s'étend d'El Paso à San Antonio le long de la frontière mexicaine. Il arrive en tête du premier tour de la primaire républicaine, mais est battu au second tour par Quico Canseco (en),.
Il est à nouveau candidat en 2014 face au sortant démocrate Pete Gallego, vainqueur face à Canseco en 2012. Il remporte le second tour de la primaire républicaine face à Canseco avec près de 60 % des voix. Depuis 2006, le district ne cesse de basculer entre républicains et démocrates. Il a été remporté par Barack Obama en 2008 et par Mitt Romney en 2012. L'élection est considérée comme serrée. Will Hurd est élu représentant avec 49,8 % des voix contre 47,7 % pour Gallego. Il devient le premier républicain afro-américain élu pour représenter le Texas au Congrès.
Candidat à sa réélection en 2016, il affronte à nouveau Pete Gallego. Le démocrate tente de lier Hurd à Donald Trump dans un district majoritairement hispanique. L'élection est considérée comme l'une des plus compétitives du pays. Hurd est finalement réélu avec 48 % des suffrages contre 47 % pour Gallego.
En 2018, Hurd affronte la démocrate Gina Ortiz Jones, qui a notamment servi en Irak dans la United States Air Force. L'élection est à nouveau serrée. Le soir de l'élection, Hurd est donné vainqueur avant que la démocrate ne prenne la tête. Le lendemain de l'élection, le 7 novembre, Hurd devance Ortiz Jones de 689 voix. S'il reste des votes par correspondance à compter, le républicain se déclare victorieux. Ortiz Jones reconnaît sa défaite le 19 novembre suivant,. Hurd est finalement réélu avec 926 bulletins d'avance, soit moins d'un pour cent des voix. Après les élections, il est l'un des trois seuls républicains à avoir été réélu dans une circonscription remportée par Hillary Clinton en 2016.
En août 2019, alors qu'il est le seul républicain afro-américain à siéger à la Chambre des représentants, Hurd annonce qu'il ne sera pas candidat à un nouveau mandat en 2020.

## Positions politiques
Will Hurd est considéré comme un républicain modéré,. Il est par exemple l'un des rares républicains à voter en faveur de l'Equaliy Act, interdisant les discriminations basées sur l'orientation sexuelle ou l'identité de genre. En matière d'immigration, il introduit une proposition de loi pour prévoir la possibilité d'accorder la nationalité aux dreamers, arrivés illégalement aux États-Unis durant leur enfance.
Au Congrès, il a la réputation de travailler avec les républicains et les démocrates. Il attire notamment l'attention des médias nationaux pour son road trip avec le démocrate Beto O'Rourke entre le Texas et Washington. Il se spécialise en cybercriminalité.
Durant la présidence de Donald Trump, il ne vote que la moitié du temps avec le président, s'opposant notamment à sa politique à la frontière mexicaine (en grande partie comprise dans le district de Hurd). Hurd refuse toutefois de voter en faveur du lancement de la procédure de destitution de Donald Trump en 2019, soulignant que le comportement du président était « mal » mais pas suffisant pour une destitution.